# Cynthia Kauffman
Cynthia Diane Kauffman (nome de casada: Marshall; Seattle, Washington, 23 de agosto de 1948) é uma ex-patinadora artística americana. Ela conquistou com o irmão Ronald Kauffman três medalhas de bronze em campeonatos mundiais e foi tetracampeã do campeonato nacional americano. Cynthia e Ronald Kauffman disputaram os Jogos Olímpicos de Inverno de 1964 e de 1968, terminando na 8.ª e 6.ª posições, respectivamente.

## Principais resultados

### Com Ronald Kauffman
| Jogos Olímpicos                                       |                   |                  | 8.ª |                   |                   |                   | 6.ª               |                 |                 |  |  |  |  |  |  |
| Campeonato Mundial                                    |                   |                  | 7.ª | 6.ª               | Medalha de bronze | Medalha de bronze | Medalha de bronze | 4.ª             |                 |  |  |  |  |  |  |
| Campeonato Norte-Americano                            |                   |                  |     | Medalha de prata  |                   | Medalha de ouro   |                   | Medalha de ouro |                 |  |  |  |  |  |  |
| Nacional                                              |                   |                  |     |                   |                   |                   |                   |                 |                 |  |  |  |  |  |  |
| Campeonato dos Estados Unidos                         |                   |                  |     | Medalha de bronze | Medalha de prata  | Medalha de ouro   | Medalha de ouro   | Medalha de ouro | Medalha de ouro |  |  |  |  |  |  |
| Campeonato dos Estados Unidos – Júnior                | Medalha de peltre | Medalha de prata |     |                   |                   |                   |                   |                 |                 |  |  |  |  |  |  |
|                                                       |                   |                  |     |                   |                   |                   |                   |                 |                 |  |  |  |  |  |  |
| Legenda: Competição não foi disputada nesta temporada |                   |                  |     |                   |                   |                   |                   |                 |                 |  |  |  |  |  |  |